# Onyx (gruppo musicale)
Gli Onyx sono un gruppo musicale hip hop statunitense del Queens (New York), formatosi nel 1988. Il gruppo è formato da Sticky Fingaz, Fredro Starr e Sonsee (precedentemente Suavè e Sonny Seeza). Originariamente anche Big DS era un membro del gruppo, ma lasciò la crew poco dopo la pubblicazione dell'album di debutto. Nell'agosto 2008 la rivista Vibe premiò l'album All We Got Iz Us inserendolo nella lista dei 20 migliori album hip-hop di sempre, oltre a classificarlo al primo posto nella classifica del 1995.

## Storia del gruppo

### Formazione

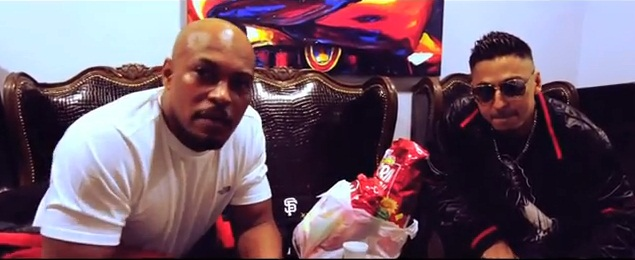
Sticky Fingaz con il rapper italo-americano Duke Montana.

Il gruppo si formò nel 1988 e nel 1990 fu pubblicato il primo singolo sotto il nome Onyx, Ah, And We Do It Like This. I primi progetti rivelano un'influenza jazz, piuttosto celata invece nelle canzoni più recenti. Nel 1991 gli Onyx stavano per presentare un demo a Jam Master Jay, ma Big DS e Sonee Seeza (successivamente conosciuto come Suavé) erano in Connecticut in quel momento, quindi Fredro Starr chiamò suo cugino Sticky Fingaz (di Brooklyn). Sticky si unì quindi al gruppo, che pubblicò Throw Ya Gunz nel 1992. Gli Onyx (composti da Sticky Fingaz, Fredro Starr, Sonsee e per breve tempo anche il Dj Big DS) continuarono quindi a esibirsi nei club locali. Successivamente la loro carriera ebbe una svolta rappresentata dal contratto discografico con la JMJ Records.

### Carriera
Gli Onyx incisero insieme ai Biohazard la track "Judgment Night", tratta dall'album omonimo. Quest'ultimo fu acclamato all'unisono dalla critica, vincendo il Soul Train Music Award per l'album dell'anno. Big DS lasciò il gruppo durante la registrazione di All We Got Iz Us a causa di alcuni problemi di salute. Nel 1993 il gruppo pubblicò Bacdafucup, ottenendo un gran successo commerciale anche grazie al singolo "Slam", che ricevette un considerevole interesse dalla radio e MTV. L'album All We Got is Uz fu pubblicato nel 1995 e nonostante riscosse un minore successo commerciale rispetto al primo, ebbe grande approvazione da parte della critica. Nell'agosto 2008 fu indicato da Vibe come il miglior album rap prodotto nel 1995 e fu indicato nella lista dei venti migliori dischi hip-hop in assoluto.
Negli anni seguenti vi fu una pausa artistica, ma i membri rimasero sotto i riflettori prendendo parte a diversi film, tra i quali Clockers, Sunset Park (1996), e Dead Presidents (1995). La hit Live!!! venne inclusa nella colonna sonora del film del 1995 The Show. Entrambi i rappers continuano ad apparire al cinema ed in televisione, su FX Network e in CSI: Miami.
Gli Onyx tornarono nel 1998 con il terzo album Shut 'Em Down, con collaborazioni di DMX, Lost Boyz, Raekwon, Method Man, Big Pun, Noreaga e l'ancora sconosciuto 50 Cent. Quest'album ebbe successo tanto dal punto commerciale quanto dal punto di vista della critica.

### Dissidi con 50 Cent
Durante i Vibe Awards del 2003 vi fu un confronto tra il membro degli Onyx Fredro Starr e 50 Cent, che si protrasse negli anni seguenti. Secondo il Rap News Network, fu Fifty a provocare Fredro, il quale in un'intervista dello stesso anno spiegò al Source Magazine che 50 Cent si era comportato in modo irrispettoso nei confronti degli Onyx nonostante questi ultimi gli avessero avviato la carriera nel 1998 con la track "React", dell'album Shut 'Em Down.

### Scomparsa di Big DS e nuova formazione
Big DS successivamente lasciò il gruppo pubblicando un album come solista. Il 22 maggio 2003 morì in seguito a un lungo periodo di malattia. Nell'estate 2006, Fredro diede il via a un progetto denominato Yung Onyx. In questi anni il gruppo lascia la JMJ records per firmare con la Universal. Nel giugno 2008, gli Onyx realizzarono il DVD di debutto: "Onyx: 15 Years of Videos, History and Violence". Quest'ultimo contiene molti inediti prodotti a partire dal 1992 oltre ai primi successi rimasterizzati digitalmente. Negli anni 2006-2007 circolavano voci riguardo a un imminente nuovo album, dal titolo The Black Rock, che fu pubblicato solo nel 2010 con un nome diverso, 100 Mad. Nell'agosto 2012 gli Onyx pubblicano il disco "Cold Case Files: Vol 2" mentre ad ottobre, dopo il tour mondiale, esce il singolo Belly of the Beast, che preannuncia l'album Cuzo
.

## Discografia

### Album in studio
- 1993 - Bacdafucup
- 1995 - All We Got Iz Us
- 1998 - Shut 'Em Down
- 2002 - Bacdafucup Part II
- 2003 - Triggernometry
- 2014 - Wakedafucup
- 2017 - shotgunz in hell
- 2018 - black rock
- 2019 - yung onyx
- 2019 - snowmads
- 2021 - onyx 4 life

### Singoli
- 1992 -  Throw Ya Gunz
- 1993 -  Slam
- 1992 -  Shiftee
- 1993 -  Judgment Night
- 1995 -  Live Niguz
- 1995 -  Last Dayz
- 1998 -  The Worst
- 1998 -  React
- 1998 -  Shut 'Em Down
- 1998 -  Slam Harder